# Argia chapadae
Argia chapadae é uma espécie de libélula da família Coenagrionidae, que ocorre na América do Sul, inclusive no Brasil.